# Taligent
Taligent(タリジェント)は、1992年にApple ComputerとIBMが共同で設立した会社、およびその会社の開発していたオブジェクト指向の次世代オペレーティングシステム (OS) の名称である。これは1991年のIBMとAppleの包括的提携の実現化の1つで、1994年にはヒューレット・パッカードも資本参加した。

## 概要
Apple社内で進められていた次世代OS "Pink" のプロジェクトを引き継ぎ、PowerPCを搭載したオープンアーキテクチャ（PReP、後にCHRP）マシン、Kaleida, ScriptXと呼ばれた次世代開発環境とセットで、AIM連合の次世代環境として計画されていた。
タリジェントOSは、完全にオブジェクト指向のOSで、マイクロカーネルを採用してPowerPCやインテルなどのCPU上で稼働し、AIX、 OS/2、Windows NT、Mac OSなどのパーソナリティ（マイクロカーネル上の互換環境）も同時に稼働できるとされた。またIBM Workplace OS上で稼働するパーソナリティ(OS)の1つともされた。
| Taligent         | AIX           | OS/2          | Windows NT | MacOS   |
| マイクロカーネル |               |               |            |         |
| インテル(x86)    | インテル(x86) | インテル(x86) | PowerPC    | PowerPC |

のちにタリジェントOSは、フレームワークCommonPointの開発に変更され、1994年に発表された。CommonPointはC++で開発され、 AIX, HP-UX, OS/2, Windows NTに対応した。
1996年にタリジェントはIBMに吸収され、プロジェクトは中止された。IBMはCommonPointを1997年に販売終了した。タリジェントの開発していたフレームワークの一部は、IBMオープンクラスライブラリ(IOCL)や、JDK (Java Development Kit)の国際化対応部分などに引き継がれた。

## 参照
1. ↑  A Brief Taligent History
2. ↑  A brief history of Taligent
3. ↑  IBM Archives 1995-
4. ↑  「水と油」IBMとアップルの歴史的提携が残したものとは - ITMedia
5. ↑  “Taligent takes on HP as new partner.”. 2016年4月9日時点のオリジナルよりアーカイブ。2010年7月11日閲覧。
6. ↑  The Secrets of Pink, Taligent and Copland
7. ↑  Taligent announces certification and branding program for application system[リンク切れ]
8. ↑  Taligent - Definition
9. ↑  Taligent to become IBM subsidiary; Move Will Accelerate Delivery of Object Frameworks.
10. ↑  CommonPoint製品(AIX用)の営業活動終了